# Kervin Piñerúa
Kervin Piñerúa (Caracas, Venezuela; 22 de febrero de 1991-Ankara, Turquía; 18 de noviembre de 2016) fue un voleibolista venezolano. Jugaba en la posición de opuesto y su último club fue el Afyon Belediye Yüntaş de Turquía. Fue el capitán de la selección de voleibol de Venezuela.
El 18 de noviembre de 2016 murió de un infarto, tras descompensarse durante un entrenamiento con su club.
En su memoria y honor, se entregó a sus familiares la Orden post mortem José Félix Ribas en su primera clase y la Orden Francisco de Miranda; la F.V.V. anunció el retiro del número 10 de sus camisetas siguientes.

## Clubes
- SOS Villa María (2010–2011)
- Varyná Voleibol Club (2011)
- Galatasaray S.K (2011-2012)
- Pallavolo Matera (2012-2013)
- VK Prievidza (2013-2015)
- Zahra Club (2015)
- Vikingos de Miranda (2015)
- Afyon Belediye Yüntaş (2016)

## Selección nacional
Piñerúa ingresó en la selección nacional de Venezuela a la edad de 18 años, para posteriormente convertirse en su capitán.

## Palmarés

### Campeonatos nacionales
| Título                         | Equipo       | Sede       | Año  |
| ------------------------------ | ------------ | ---------- | ---- |
| Liga de Voleibol de Eslovaquia | VK Prievidza | Eslovaquia | 2015 |

### Campeonatos internacionales
| Título                               | Equipo    | Sede           | Año  |
| ------------------------------------ | --------- | -------------- | ---- |
| Copa Panamericana de Voleibol Sub-21 | Venezuela | Panamá         | 2011 |
| Campeonato Sudamericano de Voleibol  | Venezuela | Brasil         | 2011 |
| Copa Panamericana de Voleibol        | Venezuela | Estados Unidos | 2015 |

### Distinciones individuales
- Mejor opuesto del Campeonato Sudamericano de Voleibol Masculino Sub-21 2010
- Jugador más valioso de la Copa Panamericana de Voleibol Masculino Sub-21 2011
- Mejor armador del Campeonato Sudamericano Masculino de Voleibol de 2011
- Mejor opuesto del Torneo Sudamericano de Clasificación de Voleibol en los Juegos Olímpicos de Río de Janeiro 2016 2015